# Fenggan
Fenggan (vereenvoudigd Chinees: 丰干; traditioneel Chinees: 豐干; pinyin: Fēnggān; letterlijk: 'Grote stok’; Japans: Bukan) was een 9e-eeuwse Chinese Zen-monnik en -dichter, actief tijdens de Tang dynastie, die samen met Hanshan en Shide het "Tianto-trio" (天台三聖) vormde. 

## Levensloop
Volgens een legende verscheen Fenggan op een dag bij de Guoqing-tempel als een lange monnik met een ongeschoren hoofd, rijdende op een tijger. Daarna woonde hij in de tempel achter de bibliotheek, waar hij rijst pelde en soetra’s zong. Hij raakte bevriend met Hanshan en vond de wees Shide en gaf hem zijn naam. Het lijkt erop dat hij de oudste was van deze drie.
Geruchten dat hij niet meer dan een andere naam was voor Hanshan stopten nadat hij een plaatselijke prefect genas. Een van Hanshans gedichten (nummer 50) zou over zijn dood gaan:
Toon me de persoon die niet sterft;

de dood blijft onverschillig.

Ik herinner me een boom van een vent	

die nu een hoop stof is –

de Wereld Hier Beneden kent geen zonsopgang  

planten genieten een volgende lente

maar zij die deze trieste plaats bezoeken

slaat de dennenwind met droefenis.

## Poëzie
Maar weinig van Fenggangs literaire nalatenschap bestaat nog, maar wat bestaat is erg veelzeggend. Zijn eerste gedicht lijkt zijn zwervende bestaan voor zijn vestiging in de tempel te bevestigen:

Ik ben in Tientai geweest

misschien wel miljoen keer

als een wolk of een rivier

heen en weer gaand

zwervend, vrij van zorgen

vertrouwend op Boeddha’s ruimtelijke pad

de wereld met zijn verleidingen latend

die mensen alleen pijn brengt
Hij lijkt vrij behoudend te zijn geweest in zijn literaire expressie en de leer van Boeddha. Dit zou uit zijn tweede gedicht blijken. (De drie werelden lijken te refereren aan “verleden, heden en toekomst” of “vormloosheid, worden en vorm’’):
Zinkend als een rots in de zee

Spoelend door de drie werelden -

arme etherische schepselen 

voor altijd gevangen in illusies

tot een lichtflits toont

dat leven en dood maar stof zijn in de ruimte
Dit gedicht vertelt iets over zijn contacten met Hanshan en Shide (“Koude Berg” is hier een vernederlandsing van Hanshan en “Vondeling” een vernederlandsing van Shide):
Wanneer Koude Berg zijn bezoeken stopt,

of Vondeling zijn geluid,

praten we over gedachten van de maan

of de wijde open ruimte –

werkelijkheid kent geen grenzen

dus iets werkelijks bevat alles
En dan zijn vierde gedicht:
In werkelijkheid bestaat geen ding

en minder nog geen stof om weg te vegen.

Wie dit begrijpt

hoeft hier niet stijf te zitten 